# Estige
Estige (Στυξ, transl. Styx), na mitologia grega, é uma ninfa e também um rio infernal no Hades dedicado a ela. Era filha de Tétis. Ajudou Zeus na guerra Titanomaquia contra os titãs e foi recompensada com uma fonte de águas mágicas que desaguavam no Tártaro.
Estige também é o nome do rio da invulnerabilidade, um dos rios do Tártaro. Segundo uma versão da lenda de Dioniso, uma promessa feito a partir pelo Estige é o voto mais sagrado que pode ser feito. Nem mesmo os deuses podem quebrar uma promessa pelo Estige. Segundo a lenda, a mortal Sêmele, mãe de Dionísio, uma amante de Zeus, foi enganada por Hera, que querendo vingar-se da amante do marido se metamorfoseou em sua serva. Hera convenceu Semele a pedir a Zeus uma prova de amor: primeiro Semele fez Zeus fazer uma promessa pelo Estige sem saber do que se tratava; depois Semele disse que queria ver a forma verdadeira de Zeus. Tendo já feito a promessa, Zeus não pôde voltar atrás e mostrou sua verdadeira forma a Semele, que morreu nessa metamorfose. O fato de nem mesmo Zeus ter ousado quebrar a promessa, demonstra a importância do voto. O Estige aparece em várias histórias. Numa das mais comuns, Tétis tentou tornar o seu filho Aquiles invulnerável mergulhando-o nas águas desse rio. Porém, ao mergulhá-lo, suspendeu-o pelo calcanhar (o calcanhar de Aquiles), ficando esta parte vulnerável, o que acabou sendo o motivo de sua morte durante a Guerra de Troia.

## Impacto cultural

### Divina Comédia
A Divina Comédia de Dante Alighieri envolve tradições gregas e católicas, na primeira parte da obra (Inferno). O rio Estige é citado no canto VIII, onde Dante e Virgílio são conduzidos pelo barqueiro Flégias através do rio, onde estão as almas dos condenados pelo pecado da ira.

### Trilogia das Barcas
Também Gil Vicente, na chamada trilogia das barcas (Auto da Barca do Inferno, Auto da Barca do Purgatório e Auto da Barca da Glória), certamente influenciado pela  Divina Comédia de Dante Alighieri, se inspirou no mito de Caronte e no rio Estige, cujo nome tem alguma semelhança com o Rio Tejo.[carece de fontes?]